# MercadoLibre
MercadoLibre Inc. (der Name kommt von mercado libre; span. „freier Markt“) ist ein 1999 gegründetes multinationales Unternehmen im Bereich E-Commerce mit Sitz in Uruguay. Es konzentriert sich auf das Betreiben von Auktions- und Kleinanzeigenportalen nach Vorbild von eBay, mit dem es seit 2001 offiziell kooperiert.
Neben seinem Hauptprodukt, dem Auktions- und Kleinanzeigenportal MercadoLibre (in Brasilien MercadoLivre) operiert es die Micropayment-Plattform MercadoPago und die ähnlichen Portale DeRemate und DeReto, die es im Laufe seiner Unternehmensgeschichte von Konkurrenten übernommen hat. Diese expansive Politik hat zur Folge, dass MercadoLibre in Teilen Lateinamerikas eine monopolartige Stellung einnimmt.

## Geschichte

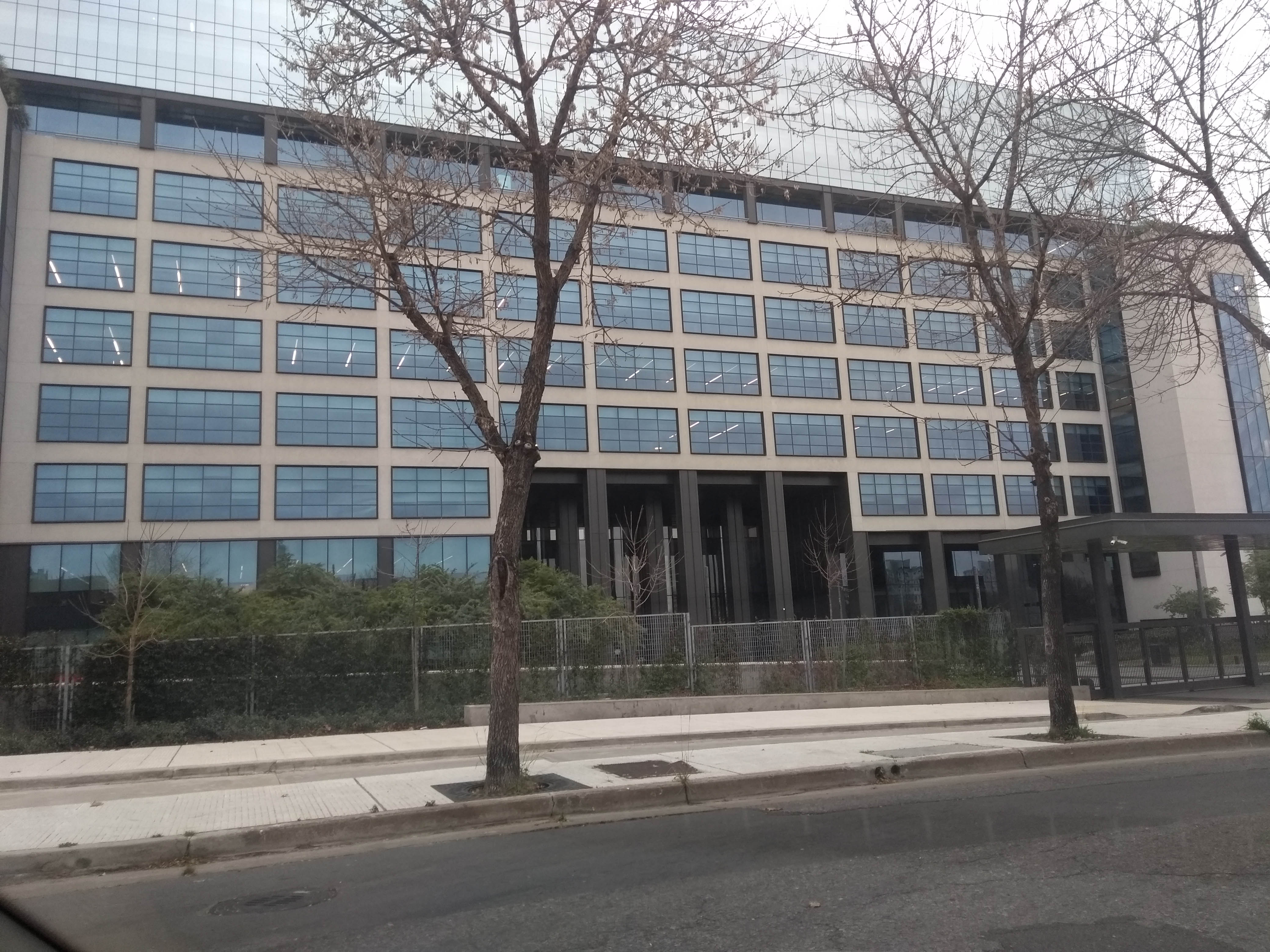
Ehemaliger Hauptsitz in Saavedra (Buenos Aires)

MercadoLibre wurde im August 1999 von dem damaligen Studenten der Stanford University, Marcos Galperín, als Online-Auktionsplattform für Argentinien gegründet. Noch im selben Jahr dehnte es seine Aktivität auf Brasilien, wo es unter dem Namen MercadoLivre operiert, und andere Ländere Lateinamerikas aus. 2001 übernahm es das von eBay geführte brasilianische Portal IBazar; im Gegenzug wurde an eBay 19 % der Aktien abgetreten und eine offizielle Kooperation begonnen.
2003 eröffnete MercadoLibre die Micropayment-Plattform MercadoPago. 2005 übernahm es einige der Internetportale des ebenfalls argentinischen Hauptkonkurrenten im Bereich E-Commerce in Lateinamerika, DeRemate.com; 2008 wurde das Unternehmen ganz übernommen. Ein weiterer Konkurrent, CMO Classified Media Group, der Kleinanzeigenportale vor allem in Mittel- und dem nördlichen Südamerika betrieb, wurde ebenfalls 2008 übernommen.
MercadoLibre ist im US-Handelsregister als MercadoLibre Inc. registriert, seine Aktien werden seit 2007 an der NASDAQ (Kürzel MELI) gehandelt.
Das Unternehmen baut, beginnend in Brasilien, eine Flotte von Frachtflugzeugen auf, die von Subunternehmen betrieben werden und mehr Lieferungen am nächsten Tag ermöglichen sollen.

## Dienstleistungen

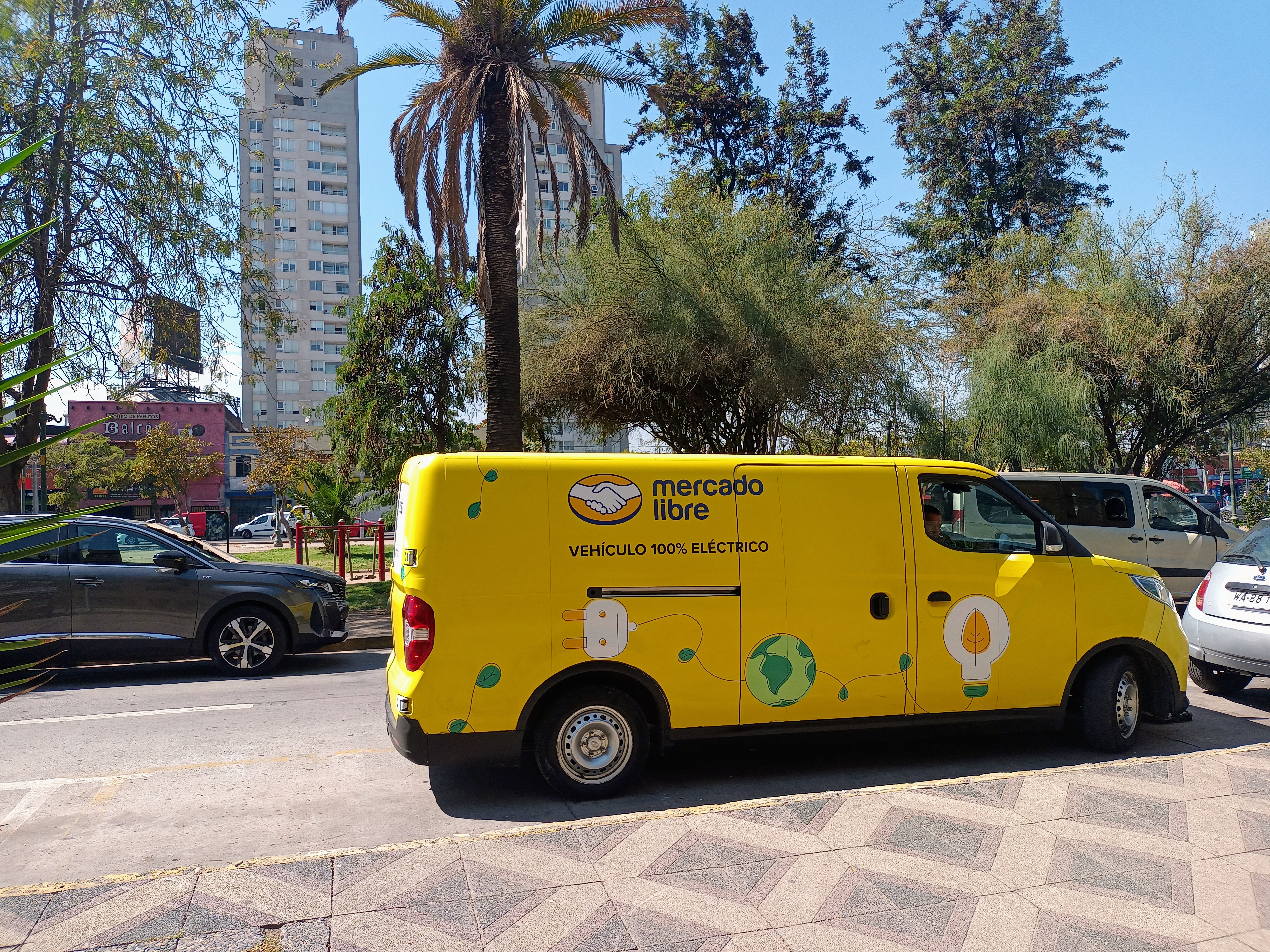
Lieferwagen von MercadoLibre Chile fährt durch die Straßen des Viertels El Llano Subercaseaux, San Miguel, Santiago

### MercadoLibre / MercadoLivre
Hauptdienstleistung des Unternehmens ist die Online-Anzeigenplattform MercadoLibre. Sie ist nach Vorbild von eBay aufgebaut und bietet Verkäufern die Möglichkeit, Artikel entweder als Auktion oder zum Festpreis anzubieten. Das Einstellen von Anzeigen ist kostenpflichtig, auch wenn der Verkauf nicht erfolgreich ist. Käufer und Verkäufer können sich über ein Bewertungssystem und mit kurzen Kommentaren gegenseitig positiv, negativ oder neutral bewerten.
Nach eigenen Angaben auf der Firmenhomepage hat MercadoLibre etwa 35 Millionen registrierte Benutzer (2009). Die Plattform operiert in Argentinien, Bolivien, Brasilien, Chile, Costa Rica, der Dominikanischen Republik, Ecuador, El Salvador. Guatemala, Honduras, Kolumbien, Mexiko, Nicaragua, Panama, Paraguay, Peru, Uruguay und Venezuela. Entsprechende Aktivitäten in Spanien wurden jedoch wieder aufgegeben.

### MercadoPago
MercadoPago ist eine Online-Zahlungsplattform, die zu Beginn nur mit MercadoLibre nutzbar war, sich seit einer Reform des Systems Anfang 2008 aber zu einer allgemeinen Micropayment-Plattform nach dem Vorbild von Diensten wie PayPal entwickelt hat.
Bei MercadoPago erfolgt die Zahlung in der Regel in zwei Schritten: Zunächst überweist der Käufer den Betrag auf ein Zwischenkonto. Nach Eingang der Zahlung wird der Verkäufer benachrichtigt und aufgefordert, den Artikel zu liefern. Erst nach Bestätigung der Lieferung durch den Käufer erhält der Verkäufer den Kaufbetrag gutgeschrieben. Weiterhin ist der Versand von Beträgen per E-Mail an andere Mitglieder möglich.
MercadoPago-Guthaben können per Überweisung oder Scheck direkt ausgezahlt werden oder für weitere Käufe im Internet eingesetzt werden. Die Zahlung erfolgt über Überweisung, Kreditkarte oder die in Lateinamerika verbreiteten Bargeld-Bezahldienste wie Rapipago oder Pago Fácil.

### Weitere Portale
MercadoLibre betreibt weiterhin die Auktions- und Kleinanzeigenportale DeRemate und DeReto, den Anbieter von automobilen Kleinanzeigen TuCarro und das Immobilienanzeigenportal TuImmueble, über die es auch Kunden in den USA hat.

## Verbreitung
MercadoLibre ist in vielen Staaten Lateinamerikas nach eigenen Angaben Marktführer im Online-Kleinanzeigenmarkt. Bei Alexa Internet kam die brasilianische Seite im Juni 2009 auf ein lokales Ranking von 13 (Platz 292 weltweit), die argentinische Seite lag lokal auf Rang 10 (weltweit Rang 491).

## Kritik
Kritikpunkte betreffen das Bewertungssystem, das aus Sicht der Käufer ungerecht ist, da es Rachebewertungen zulässt. Das bedeutet, dass Verkäufer, die wegen mangelnder oder fehlender Erfüllung negativ bewertet wurden, den Käufer ihrerseits negativ bewerten können, obwohl dieser seinen Vertrag ordnungsgemäß erfüllt hat. Außerdem wird kritisiert, dass negative Bewertungen, die von Käufern stammen, von MercadoLibre ohne Begründung gelöscht werden, während von Händlern erstellte Negativbewertungen stets unverändert bestehen bleiben. Somit ist nach Meinung der Kritiker das Bewertungssystem unbrauchbar.
Ein weiterer Kritikpunkt betrifft den Käuferschutz, der nach Meinung vieler Nutzer absichtlich widersprüchlich gehalten ist und das Versprechen einer sicheren Zahlung nicht hält. Versprochen wird:
NO TENEMOS LETRA CHICA: Todo lo que pagues a través de MercadoPago estará protegido: tanto el costo del producto como los gastos del flete. (WIR HABEN KEIN KLEINGEDRUCKTES: Alles, was du per MercadoPago zahlst, ist geschützt: sowohl die Kosten des Produktes, als auch die Versandkosten.)
Letztere werden aber tatsächlich im Kleingedruckten ausgeschlossen und auch regelmäßig im Falle von Problemen nicht zurückerstattet:
Términos y Condiciones en la sección 04 indica que "Se aclara que la suma que MercadoLibre reembolsará sólo corresponde al precio de publicación del artículo [...], excluidos otros gastos como flete, garantías, otros artículos y seguros." (Allgemeine Geschäftsbedingungen § 04: „Es wird klargestellt, dass die Summe, die Mercadolibre zurückerstattet, nur dem Preis des veröffentlichten Artikels entspricht [...], ausgenommen andere Kosten wie Versand, Garantie, andere Artikel und Versicherungen.“)
Kritiker bemängeln, dass das Kleingedruckte, welches laut Werbung gar nicht existieren dürfte, in völligem Widerspruch zu den Werbeaussagen steht, und werfen MercadoLibre Betrug oder zumindest die Förderung betrügerischer Aktivitäten auf der Verkaufsplattform vor.
Das gilt auch für den fehlenden Käuferschutz für Fälle, in denen ein Händler ein falsches Produkt verschickt hat. Kann der Händler nachweisen, dass er überhaupt etwas verschickt hat, was in der Regel durch einen eingescannten Versandbeleg geschieht, ist für MercadoLibre der Fall abgeschlossen und das Geld verbleibt beim Händler. Damit reduziert sich der als allumfassend beworbene Käuferschutz auf die Fälle, in denen der Händler gar nichts verschickt.